# Эльяш, Марк Львович
Ма́рк Льво́вич Элья́ш (22 июня 1935, Москва — 8 октября 2020, Москва) — советский и российский инженер-технолог, изобретатель, прозаик и сценарист, драматург.

## Биография
Работал главным технологом в организациях системы Министерства монтажных и специальных строительных работ СССР, руководил монтажом и пуском в эксплуатацию турбинных и компрессорных агрегатов на важнейших народнохозяйственных и оборонных объектах. Руководил внедрением в практику проектирования и строительства объектов химической, нефтеперерабатывающей, целлюлозно-бумажной, микробиологической, медицинской и других отраслей комплектно-блочного метода монтажа технологического оборудования и трубопроводов. В настоящее время широко используется разработанная им интегральная система иерархии взаимосвязанных технико-экономических критериев для определения в расчётной модели оптимального уровня заводской готовности и монтажной технологичности при заключении контрактов на изготовление и поставку комплектных технологических линий.

## Разработки
Являлся основным участником в авторских коллективах при создании действующих стандартов и нормативно-технических документов, утверждённых Минстроем России, Ростехрегулированием и Ростехнадзором (в частности, ГОСТ, СНиП, Правил устройства и безопасной эксплуатации технологических трубопроводов с давлением до 320МПа и других). Создал аккредитованный при Министерстве архитектуры, строительства и ЖКХ России экспертный центр № 1, разработал научно-обоснованные основы экспертной оценки при лицензировании субъектов строительной деятельности, возможности осуществлять ими работы по монтажу и наладке технологического оборудования и трубопроводов.
Член-корреспондент Международной академии наук экологии и безопасности жизнедеятельности.
Автор нескольких повестей, романа «Риск», сценария фильма «Ответная мера» (Одесская киностудия, 1974), свыше 60 патентов, 10 научно-технических книг, 47 журнальных публикаций. Пьеса М. Л. Эльяша «Авария» была поставлена в Одесском русском драматическом театре (1979).

## Смерть
8 октября 2020 покончил с собой на фоне болезни[какой?]. Тело было найдено его внучкой в своей квартире. Незадолго до этого она получила сообщение от самого Эльяша, который сообщил ей о собственной смерти. Рядом с телом была предсмертная записка.